# 斯拉夫人的国王
斯拉夫人的国王（拉丁語：rex Sclavorum或Sclavorum rex）是中世纪欧洲文献中使用的一个称号，用以指代一些斯拉夫人统治者，也用于指代征服斯拉夫人的日耳曼人统治者。

## 斯拉夫人统治者
- 萨莫，萨莫帝国和斯拉夫人的统治者（623年—658年）；见于《法兰克王家年代记》。
- 德罗戈维兹（英语：Dragovit），韦莱蒂人（英语：Veleti）领袖（789年）；约805年见于《梅斯早期编年史》。
- 特尔皮米尔一世（英语：Trpimir I），克罗地亚公国的统治者（845年—864年）；840年代由哥特沙尔克误称。
- 斯瓦托普鲁克一世（英语：Svatopluk I of Moravia），大摩拉维亚的统治者（870年—894年）；由教皇斯德望五世于885年称呼。
- 米哈伊尔（英语：Michael of Zahumlje），扎库卢米亚的统治者（913年—926年）；《巴里编年史》中误称。
- 米哈伊洛·沃伊斯拉夫列维奇（英语：Mihailo I of Duklja），杜克利亚的统治者（1050年—1081年）；由教皇格里高利七世于1077年称呼。
- 康斯坦丁·博丁（英语：Constantine Bodin），杜克利亚的统治者（1081年—1101年）；奥德里克·维塔利斯的编年史中提及1096年事件。
- 斯特凡·德拉古廷，塞尔维亚王国（1276年—1282年）和叙尔米亚（英语：Realm of Stefan Dragutin）（1282年—1316年）的统治者；由教皇尼各老四世于1288年称呼[1]。

## 非斯拉夫人统治者
- 克努兹·拉瓦尔，丹麦王子（1120年—1131年）；1129年后由威廉修道院长称呼。
- 克努特六世，丹麦国王；1185年征服波美拉尼亚后自称此号[2]。